# Els déus de Grècia
Els déus de Grècia (en alemany: Die Götter Griechenlands: Das Bild des Göttlichen im Spiegel des griechischen Geistes) és una obra sobre mitologia grega escrita el 1929 per Walter F. Otto.

## Contingut
Dedicat a l'essència dels déus en la mitologia grega, l'obra de Walter F. Otto és considerada ja des de la seva primera publicació el 1929 fins a la seva última revisió de 1965 com un clàssic en la matèria. Otto descriu els detalls que caracteritzen cada un dels déus de l'Olimp, detenint-se especialment en Atena, Apol·lo, Àrtemis, Afrodita i Hermes.